# Marija Kirilenko
Maria Jurjevna Stepanova (ryska: Мария Юрьевна Степанова), född Kirilenko (ryska: Кириленко) 25 januari 1987 i Moskva i Ryska SFSR i Sovjetunionen (nu Ryssland), är en rysk före detta högerhänt professionell tennisspelare.

## Tenniskarriären
Marija Kirilenko blev professionell tennisspelare på WTA-touren i september 2002. Samma månad vann hon, vid 15 års ålder, juniorsingeltiteln i US Open. Hennes högsta ranking hittills har varit 10:e plats i singel (juni 2013) och på 5:e plats i dubbel (oktober 2011).
Kirilenko vann 2005 sin första WTA-titel i singel, Tier II-turneringen China Open. Hon besegrade i semifinalen landsmaninnan Marija Sjarapova (6-4, 2-1 uppgivet) och i finalen tyskan Anna-Lena Grönefeld (6-3, 6-4). I september 2007 vann hon titeln i Kolkata i Indien. Under 2008 har hon segrat i april i Estoril, Barcelona i maj och i Seoul i september. Hon har idag (januari 2015) 6 WTA-titlar i singel och även 3 ITF-titlar. I dubbel har hon hittills (januari 2015) vunnit 12 WTA-titlar.
Vid OS i London 2012 vann hon brons i dubbel, tillsammans med Nadja Petrova.

## Spelaren och personen
Marija Kirilenko började spela tennis vid sju års ålder. Hon visade tidigt stor talang för spelet och har ända från början haft sin far, Jurij, som coach. Hon trivs bäst på hardcourt eller grusunderlag. Hon spelar med tvåhandsfattad backhand.
Hon är bosatt i Moskva och bär sedan januari 2006 den brittiska modedesignern Stella McCartneys kollektion för Adidas, adidas by Stella McCartney, på tennisbanan.

## WTA-titlar

### Singel (6)
- 2013 - Pattaya
- 2008 - Estoril, Barcelona, Seoul
- 2007 - Kolkata
- 2005 - Peking

### Dubbel (5)
- 2008 - Estoril (med Flavia Pennetta), Cincinnati (med Nadia Petrova)
- 2007 - Doha (med Martina Hingis)
- 2005 - Tokyo (med Gisela Dulko)
- 2004 - Birmingham (med Marija Sjarapova)